# جون ميخائيل هيل
جون ميخائيل هيل (بالإنجليزية: Jon Michael Hill)‏ هو ممثل أمريكي، ولد في 28 يوليو 1985 في وكغن في الولايات المتحدة. من الجوائز التي نالها جائزة المسرح العالمي سنة 2010.

## أعمال

### مسلسلات
- الإبتدائية[6][7][8]

## جوائز وترشيحات
جوائز
- جائزة المسرح العالمي (2010)

ترشيحات
- جائزة توني لأفضل ممثل في مسرحية [الإنجليزية]‏ (2010)

## وصلات خارجية
- جون ميخائيل هيل على موقع IMDb (الإنجليزية)
- جون ميخائيل هيل على موقع قاعدة بيانات برودواي على الإنترنت (الإنجليزية)
- جون ميخائيل هيل على موقع قاعدة بيانات الفيلم (الإنجليزية)